# Isla Observatorio (Argentina)
La isla Observatorio es la mayor de las que integran el archipiélago de Año Nuevo del grupo de la isla de los Estados. Está ubicada en el océano Atlántico Sur al este de la isla Grande de Tierra del Fuego. Pertenece al departamento Ushuaia de la provincia argentina de Tierra del Fuego, Antártida e Islas del Atlántico Sur.
Dado que forma parte de la reserva Isla de los Estados, declarada Reserva Provincial Ecológica, Histórica y Turística, el acceso está restringido a determinados contingentes turísticos que parten de la ciudad de Ushuaia, los que deben pernoctar en la embarcación. En la isla existe un puesto de vigilancia y control de tránsito marítimo de la Armada Argentina.

## Geografía
Está ubicada a 54º39'16" de latitud Sur, y 64º08'27" de Longitud oeste. Su clima es del tipo patagónico húmedo, con 1400 mm (55 in) de promedio de precipitación anual. Al ser una isla pequeña, fría, ventosa, y rodeada de aguas de muy baja temperatura, los árboles que se encuentran presentes en la cercana y mayor isla de los Estados están aquí totalmente ausentes, creciendo solo maleza achaparrada, siendo su suelo pedregoso, o solamente compuesto por un manto de turba. 
La isla está rodeada por cuatro islas menores: Elizalde, Zeballos, Goffré, y el islote Gutiérrez. Todas son también bajas, de 5 a 18 metros de altura, con costas rocosas y bordeadas de arrecifes, lo que las hace de difícil acceso. Por ello son visitadas solamente por fauna marina: pingüinos, cormoranes, elefantes marinos, focas, etc.

## Historia
Este archipiélago era el paso obligado del tráfico marino entre Oriente y Occidente a través del cabo de Hornos. Dadas las difíciles condiciones de navegabilidad, cobró un alto precio en vidas y barcos, como lo atestiguan los innumerables naufragios acontecidos en la zona. La Armada Argentina decidió instalar un faro, el primero que tuvo la Argentina en el mar, para advertir del peligro a los barcos. Fue inaugurado el 25 de mayo de 1884, en la entrada del puerto de San Juan del Salvamento, sobre la isla de los Estados. En reemplazo de ese faro se construyó el Faro Año Nuevo en el año 1901, y comenzó a funcionar al año siguiente. La nueva implantación surgió por un pedido de la Real Sociedad Geográfica de Londres al gobierno argentino, a fin de que colaborara con la Comisión Internacional Organizadora de la Expedición Antártica; para ello, se precisaba la construcción del observatorio magnético y diversas instalaciones meteorológicas. Se levantaron, además, construcciones complementarias como casas y depósitos. Este faro es una torre de 21.70 metros de altura, pintada a fajas horizontales blancas y grises; era de sistema giratorio, exhibía una luz blanca con destellos cada diez segundos, su plano focal estaba a 60 metros sobre el nivel del mar y tenía un alcance de más de 18 millas en tiempo adecuado. Allí recalaron las expediciones de Jean-Baptiste Charcot y Adolf Erik Nordenskjöld, así como la corbeta ARA Uruguay, en rescate de la expedición sueca. En el año 1917 se desactivaron todas las instalaciones con excepción del faro, debido a la reducción del tránsito marítimo en la zona como consecuencia de la apertura del Canal de Panamá en 1916. El Faro Año Nuevo, por decreto nº 64 del año 1999, fue declarado Monumento Histórico Nacional.
Entre diciembre de 2002 y enero de 2003 el Servicio de Hidrografía Naval de la Armada Argentina efectuó reparaciones en el faro. En 2011 el sitio donde estuvo instalado el Observatorio Magnético y Meteorológico fue declarado lugar Histórico Nacional.